# كلير فرازير
كلير فرازير (بالإنجليزية: Claire Fraser)‏ هي دراجة غيانية، ولدت في 1985 في غيانا.

## وصلات خارجية
- كلير فرازير على موقع إحصائيات الدراجات الإحترافية (الإنجليزية)